# Saleem Sherwani (forward)
Saleem Sherwani, född den 21 juni 1962 i Vehari, Pakistan, är en pakistansk landhockeyspelare.
Han tog OS-guld i herrarnas landhockeyturnering i samband med de olympiska landhockeytävlingarna 1984 i Los Angeles.